# Collazzone
Collazzone és un comune (municipi) de la província de Perusa, a la regió italiana d'Úmbria, situat uns 25 km al sud de Perusa. L'1 de gener de 2018 tenia 3.448 habitants.
El municipi conté les frazioni d'Assignano, Canalicchio, Casalalta, Collepepe, Gaglietole i Piedicolle.
Collazzone limita amb els següents municipis: Bettona, Deruta, Fratta Todina, Gualdo Cattaneo, Marsciano i Todi.